# Avenue René Stevens
L'avenue René Stevens est une rue bruxelloise de la commune d'Auderghem qui relie  l'avenue du Grand Forestier à l'avenue Jean Van Horenbeeck sur  une longueur de 350 mètres.

## Historique et description
Cette rue fait partie de la seconde cité-jardin construite à Auderghem dans les années 1950 par la société Les Habitations et Logements à Bon Marché (HLBM).
Les terrains côté sud (impair) de cette voie n’appartenaient pas aux HLBM, mais à des particuliers.
Le 24 août 1934, cette rue reçut le nom de l’artiste peintre René Stevens et une autre rue portant déjà son nom devint la rue des Aquarellistes (et plus tard avenue Jean Accent). Les habitants des maisons no 29, 131 et 135 furent obligés de changer leurs domiciliation; construites avant la rue, elles se situaient sur l'axe de la nouvelle rue.
- Premiers permis de bâtir délivrés fin 1931 à des particuliers côté impair, dont le no 29.